# 토니 에퍼
토니 에퍼(영어: Tony Epper, 1938년 10월 1일 ~ 2012년 7월 20일)는 미국의 전문 스턴트 배우이다. 로스앤젤레스에서 태어났다.

## 출연 작품
- 존스 (1996년)
- 섹스와 사랑 (1993년)
- 리썰 캅 (1993, Excessive Force)
- 탈주자 (1993년)
- 프리잭 (1992년)
- 우주에서 온 사나이 (1991년)
- 키드 (1990년)
- 연애 방정식 (1990년)
- 딕 트레이시 (1990년)
- 파라다이스 (1988년)
- 에이리언 프럼 LA (1988년)
- 샤이 피플 (1987년)
- 포춘 (1987년)
- 특수 경관 콘돌 (1986년)
- 힛처 (1986년)
- 와일드 라이프 (1984년)
- 비스트마스터 (1982년)
- 울자나스 레이드 (1972년)
- 스캘프헌터스 (1968년)
- 추적자 (1968년)

### 텔레비전
- 달리는 사이먼 (1981년)
- 별들의 전쟁 - 파일롯 (1979년)
- 별들의 전쟁(영어판) (1979년)
- 미녀 삼총사 - TV 시리즈 (1976년)
- 6백만 달러의 사나이 - TV 시리즈 (1974년)
- 샌프란시스코 수사반 (1972년)
- 에어울프 - 시리즈 (1984년) - 버크 역
- A 특공대 - TV시리즈 (1983년)
- 배트맨 - 66년 TV 시리즈 (1966년)